# ¿Alguien ha visto a Lupita?
¿Alguien ha visto a Lupita? es una comedia coproducción de Chile, México, Alemania, Estados Unidos y Argentina estrenada en 2011, protagonizada por la cantante y actriz mexicana Dulce María, con las participaciones de Carmen Salinas (como Chepita) y Cristián de la Fuente (como Maxi).

## Argumento
Lupita (Dulce María) es una joven que desde pequeña es tachada de loca y desde su juventud es recluida en un manicomio en México, siendo atendida únicamente a base de pastillas. Logra escapar del manicomio y cruza la frontera a Estados Unidos para probar que no está loca. Con su sensualidad, inocencia y romanticismo, Lupita nos invita a pensar que el mundo puede ser una experiencia de otro modo.

## Elenco
- Dulce María como Lupita.
- Cristián de la Fuente como Maxi.
- Carmen Salinas como Chepita.
- Marcelo Sanhueza Echiburu como "Copiloto del camión de los charros".
- César Arredondo como Tío.
- Schlomit Baytelman como Tía Manuela.
- Yamila Reyna como Mesera.
- Alexis Kries como Guardia
- Juan Pablo Salas como "Enmascarado".

## Presupuesto
De acuerdo con el periódico Variety, su presupuesto fue de 2,5 millones de dólares estadounidenses (unos 25 millones de pesos aproximadamente).

## Premios
| Año  | Premio                                                            | Categoría                                          | Beneficiarios y Nominados   | Resultado |
| ---- | ----------------------------------------------------------------- | -------------------------------------------------- | --------------------------- | --------- |
| 2012 | Glauber Rocha Award en Festival Internacional de Cine de Montreal | Premio a la película más popular de América Latina | ¿Alguien ha visto a Lupita? | Ganador   |
| 2012 | Festival de Cine de Lima                                          | Mejor Película                                     | ¿Alguien ha visto a Lupita? | Ganador   |

## Información adicional
- Dirección: Gonzalo Justiniano.
- Guion de Gonzalo Justiniano, con aportes de Fernando Aragón, Hernán Rodríguez Matte y Marina Stavenhagen.[1]
- Producción: Gonzalo Justiniano, Daniel de la Vega y Caspar Arnhold.[1]
- Productor asociado: Cristián de la Fuente.
- Dirección de arte: Alexis Covacevich.
- Jefa de arte: Julia Moreau.
- Música: Jorge Arriagada y Cuti Aste.
- Sonido: Alfonso Segura.La película se empezó a grabar en 2010 en Santiago de Chile.
- También se realizaron escenas en Puerto Vallarta (México), Austin (Texas) y Los Ángeles (California).
- Se estrenó el 23 de julio de 2011 en el Festival Internacional de Cine Latino (en Los Ángeles). En Chile se estrenó el 24 de agosto de 2011 (en un festival) y el 24 de octubre de 2011 en algunos cines de Santiago.